# Dentelle d'Alençon
 (avril 2022).
Pour les articles homonymes, voir Dentelles.
La dentelle d’Alençon est une dentelle originaire de la ville d’Alençon.

## Description technique et étapes de fabrication
La dentelle est réalisée à la main et à l'aiguille sur la surface d'un parchemin entoilé et perforé. La dentellière tient le parchemin dans sa main gauche et réalise des points bouclés avec sa main droite laquelle maintient l'aiguille enfilée. Les points bouclés sont noués de gauche à droite et sont renforcés dans le sens inverse. Les rangées de points bouclés sont posés du bas vers le haut. 
La fabrication d'une dentelle d'Alençon requiert une dizaine d'étapes consécutives :
1. Dessins : il en existe trois. Le premier est une étude préparatoire, un croquis à des fins plastiques. Il sert de base à un second, qui est un dessin fait au trait, sur papier calque à des fins techniques. Le troisième dessin est un dessin en trompe-l’œil qui oriente la dentellière lors de la fabrication.
2. Piquage : le dessin technique sur papier calque est superposé pardessus le parchemin. Ensuite, la dentellière perfore simultanément le papier calque et le parchemin à l'aide d'un poinçon appelé piquoir. Les lignes du dessin sont alors reportées sur le parchemin qui fait office de support aux étapes qui suivent
3. Trace : la dentellière réalise une armature de fils qui passe par les trous obtenus lors du piquage. La trace fait office de squelette de la dentelle, sur lequel les points prendront appui et où seront attachés l'intégralité des fils nécessaires à la réalisation. C'est la dernière étape où l'aiguille passe au travers du parchemin.
4. Réseau : équivalent du tulle, le réseau est un arrière-plan au motif constitué de maille disposées en quinconce les unes aux autres. L'espacement des points fait varier la densité et la transparence du réseau. Il est généralement fait horizontalement mais on en trouve plusieurs variantes (rayonnant, mouché, à bobine, en brides etc.).
5. Remplis : parties opaques de la dentelle réalisées comme pour le réseau, mais avec une densité maximum et des fils plus gros. Toutes les mailles ne sont pas  obligatoirement reliées les unes aux autres, notamment pour obtenir des motifs géométrique ou des effets d'ombrage et de transparence. Comme pour le réseau il en existe de nombreux (point à trou, gaze, gaze claire, point mignon, rempli-gaze claire,  etc.).
6. Modes : parties ornementales de la dentelle. Des fils sont tendus selon différentes manières dans les espaces inoccupés par les remplis et le réseau, puis ils sont recouverts de point de feston pour obtenir une grande variété de motifs décoratifs agrémentés de petites dents appelées picots. Le nombre de modes sont d'une très grande richesse (venise, saint-esprit, O-à-nez, mozaïque...) et les noms de certaines ont été oubliées.
7. Brodes : au nombre de deux, l'une est dite simple et l'autre picotée. La brode vient recouvrir et renforcer les fils de traces où la dentellière a fixé l'ensemble des points. Elle suit tous les contours de la dentelle. La brode picotée, généralement sur les contours extérieurs de la dentelle, est garnie de minuscule picots qui maintiennent un crin de cheval blanc qui reste dans la bordure de l'ouvrage.
8. Levage : une lame est passée sous le support de la dentelle afin de sectionner certains fils qui maintiennent l'ouvrage. Une fois coupés, la dentelle est retirée de son support.
9. Ébouttage : étape de nettoyage. Les brisures de fils sont retirés avec un pince à épiler.
10. Luchage : repassage à froid exercé par une forte pression sur les remplis, à l'aide d'un os ou d'une pince de crustacé
11. Régalage et assemblage : elles sont des étapes facultatives selon la pièce à réaliser. Le régalage est une étape de restauration ou de consolidation de la dentelle. L'assemblage vise à coudre plusieurs pièces de dentelle pour en obtenir une pièce plus grande.

## Histoire
Appelée la « dentelle des reines et reine des dentelles » depuis une consécration à l'exposition universelle de Londres de 1851, l'activité dentellière s'implante à Alençon notamment sous l'initiative de Colbert. Implantées dans huit villes du royaume, les manufactures de poinct de France doivent concurrencer le commerce du point de Venise dans lequel les cours européennes investissent massivement en vue d'acquérir cette dentelle somptuaire. Ces manufactures s'implantent dans les villes où sont déjà développés la production et le commerce de travaux d'aiguille. À Alençon l'activité s'implante grâce à la personne de Marthe La Perrière, qui vers les années 1660 s'inspire probablement du point de Venise pour produire des travaux d'aiguille. Elle obtient alors de Colbert un privilège de manufacture royale en 1665. Le point d’Alençon, dont le secret fut longtemps jalousement gardé, est une dentelle à l’aiguille caractérisée par un réseau de mailles bouclées, des points de fantaisie appelés  modes, des brodes (mèches de fils recouvertes de points de feston serrés formant les reliefs) recouvertes de points de boutonnière serrés et, après 1775, parfois faites de crin de cheval. Le réseau de mailles bouclées est mis au point vers 1690, mais n’est appelé point d’Alençon que vers 1720. En 1807, la fabrication est relancée après la Révolution, grâce à la congrégation des sœurs de la Providence d'Alençon, qui perpétue la tradition, maintenue jusqu'à nos jours. À partir de 1855 apparaissent les motifs ombrés (séries de points plus ou moins serrés de manière à obtenir un effet de clair-obscur).
L’industrie de la dentelle d’Alençon, qui est, depuis le XVIIIe siècle, la plus coûteuse des dentelles, a connu depuis sa création une vogue croissante jusqu’au déclin de cette industrie au début du XXe siècle sous la concurrence de la dentelle mécanique. Louis et Zélie Martin, parents de la célèbre Thérèse de Lisieux, sont un exemple fameux de réussite sociale au XIXe siècle grâce à leur atelier de dentelles qui compta jusqu'à 20 ouvrières. 
L'École dentellière d'Alençon, est fondée en 1903 par la Chambre de commerce et d'industrie d'Alençon, qui en 1931 fait appel à l'enseignement des sœurs de la Providence et qui leur en cède la gestion en 1965.

## La dentelle d'Alençon aujourd'hui
Installé dans des locaux municipaux de l'ancien collège des Jésuites abritant également le musée des Beaux-Arts et de la Dentelle et, dans sa chapelle, la bibliothèque municipale, l’Atelier national du point d’Alençon, a été créé en 1976 et rattaché depuis 2025, comme le Mobilier national, les manufactures textiles et l'atelier-conservatoire de la dentelle du Puy, à l'établissement public du Manufactures nationales - Sèvres & Mobilier national. Héritier de la Manufacture nationale du point de France fondée par Colbert en 1665, afin de freiner les importations de dentelle au point de Venise, il succède à l’École dentellière, maintenue jusqu’à nos jours par la congrégation des sœurs de la Providence, avec le soutien de la Chambre de commerce d’Alençon.
Aujourd’hui, l'Atelier national préserve et transmet, sous l’égide du ministère de la Culture, la tradition et la technique de ce point de dentelle particulier tout en s’efforçant d’en renouveler la technique en transplantant les caractéristiques du « point d’Alençon » sur de nouveaux matériaux et en créant de nouvelles gammes de produits dérivés. L'atelier participe à l’ameublement et à l’enrichissement des collections nationales par la création de dentelles d’après des modèles d’artistes contemporains, tels que Paul-Armand Gette, Pierrette Bloch, Christian Jaccard, Esther Shalev-Gerz, Éric Gizard.
La dentelle d'Alençon a été inscrite sur la liste représentative du patrimoine culturel immatériel de l'humanité par l'UNESCO le 16 novembre 2010, après avoir été inscrite à l'Inventaire du patrimoine culturel immatériel en France.